# Тростинка на вітрі
«Тростинка на вітрі» (рос. «Тростинка на ветру») — радянський двосерійний художній телефільм 1980 року за однойменною повістю Георгія Маркова.

## Сюжет
Варя закінчує школу, її батьки розлучаються, а бабуся філософствує про сенс життя. Друг Варі Міша в неї закоханий, але не до кінця розуміє. Не маючи з собою документів, Варя вирішує поїхати до своєї сестри в місто, адже там кипить справжнє життя. Сусід сестри Віссаріон Аркадійович допомагає Варі вступити до інституту, але незабаром його переводять по службі в Ленінград, і Варя повертається у своє село, а потім і Мішу забирають в армію…

## У ролях
- Ольга Меліхова —  Варя
- Олександр Пороховщиков —  Віссаріон Аркадійович
- Андрій Дударенко —  Прохор Федосійович
- Андрій Толубєєв —  Валерій Миколайович
- Тетяна Лебедькова —  Надя, сестра Варі
- Олексій Алфьоров —  Мішка
- Зінаїда Адамович —  бабуся Варі
- Віктор Михайлов — епізод
- Микола Насонов — епізод
- Сергій Піжель — епізод

## Знімальна група
- Автор сценарію:  Георгій Марков,  Едуард Шим
- Режисер:  Віктор Аристов
- Оператор:  Юрій Воронцов
- Художник:  Георгій Карпачов
- Композитор:  Аркадій Гагулашвілі
- Звук:  Елеонора Казанська